# Grönstreckad sparv
Grönstreckad sparv (Arremon virenticeps) är en fågel i familjen amerikanska sparvar inom ordningen tättingar.

## Utseende
Grönstreckad sparv är en rätt stor (cirka 20 cm), satt och långstjärtad sparv med olivgrön ovansida och en tydlig vit strupe. På huvudet syns breda svarta längsgående hjässband, ett brett svart ansiktsmask och ett brett olivgrönt ögonbrynsstreck som gett arten sitt namn. På bröst och flanker är den grå, medan buken är vit. Den är rätt lik kastanjekronad sparv (Arremon brunneinucha), men denna har just kastanjefärgad hjässa och svart nedre kant på den vita strupen. De överlappar inte heller i utbredningsområde.

## Utbredning och systematik
Grönstreckad sparv förekommer i bergstrakter i västra Mexiko och behandlas antingen som monotypisk eller delas upp i två underarter med följande utbredning:
- Arremon virenticeps verecundus – förekommer i södra Sinaloa, norra Nayarit och södra Durango
- Arremon virenticeps virenticeps – förekommer från Jalisco och Colima till Morelos och västra Puebla

### Släktestillhörighet
Fram tills nyligen placerades arten i släktet Buarremon, men efter genetiska studier inkluderas det numera i Arremon. Längre tillbaka listades den i släktet Atlapetes.

### Familjetillhörighet
Tidigare fördes de amerikanska sparvarna till familjen fältsparvar (Emberizidae) som omfattar liknande arter i Eurasien och Afrika. Flera genetiska studier visar dock att de utgör en distinkt grupp som sannolikt står närmare skogssångare (Parulidae), trupialer (Icteridae) och flera artfattiga familjer endemiska för Karibien.

## Levnadssätt
Grönstreckad sparv hittas i undervegetation i bergsbelägna tall- och ekskogar på mellan 1800 och 3500 meters höjd, ofta i skuggiga kanjoner och snåriga blombankar. Arten är svår att få syn på när den födosöker på eller nära marken, vanligen i par. Födan är dåligt känd, men tros bestå av både vegetabilier och insekter. Maginnehåll från en invidid bestod av skalbaggar.

## Status
Arten har ett rätt stort utbredningsområde, men den tros minska i antal, dock inte tillräckligt kraftigt för att anses vara hotad. Internationella naturvårdsunionen IUCN listar den därför som livskraftig (LC). Beståndet uppskattas till i storleksordningen 20 000 till 50 000 vuxna individer.